# 地狱一季
地狱一季（法語：Une Saison en Enfer）是法国诗人阿尔蒂尔·兰波于1873年出版的散文诗集。这是兰波唯一一部自己出版的诗集。在《地狱一季》中，作者凭借语言的摹仿力深入剖析了一种处于极度精神危机中的个人心态，包括自己的无辜感和负罪感、压抑和屈服、反抗和惩罚、希望诗歌的和谐统一和现实中无法达到和谐的苦恼，并将这种心态置于社会危机的历史背景上进行了考察。对后世诗人和艺术家，例如象征主义和超现实主义有着深远影响。

## 写作与出版
1872年9月兰波第一次访问伦敦，从苦艾酒的爱好者转变成了鸦片吸食者，沉迷于琴酒和啤酒。根据传记作家格拉汉姆·罗伯的说法，这解释了为什么兰波后来的诗歌晦涩难懂。1873年5月，兰波居住在靠近法国-比利时边境的罗什的自家农场:p.1。写作由“散文体的小故事”组成的《异教之书》，一般认为这就是《地狱一季》的雏形。
在接下来的几周中，兰波和魏尔伦在比利时和伦敦旅行。两人从1872年春天起成为同性情侣，但时常发生争吵。魏尔伦沉迷于酗酒，有自杀倾向。1873年7月，当兰波宣称自己要离开魏尔伦时，魏尔伦对兰波开了两枪，一枪击中了兰波。经历了其后的暴力威胁，魏尔伦被捕，判处两年苦役。两人分开之后，兰波回到了罗什，完成了并出版了《地狱一季》。

## 内容与形式
《地狱一季》由松散的长短不一的九部分组成，各部分风格和晦涩程度不同，不过比起发现的早期手稿，已经是精心编辑和重订过的版本了
- 《序诗》乃全诗完成后补写，以“过去，如果我记得不错”开头，概述了叙述者这几年走过的道路，并将之后的部分介绍为被打下地狱的人手记中的几页。
- 《坏血统》（Mauvais sang）描绘叙述者的高卢血统，为了找到这个世界上自己的一席之地，他计划远走他方，到原始民族中生活，但却没有动身，痛苦不堪。在坏血统的后半部分中，叙述者又成为了黑人，准备加入白人登陆带来的新秩序。最后叙述者处于社会秩序之外，对其价值也无所知[7]。
- 《地狱之夜》（Nuit de l'enfer）原名《假皈依》突出叙述者的死亡时刻和进入地狱，给人以混乱和绝望的印象。
- 《谵妄I: 疯狂的童贞女 - 下地狱的丈夫》（Délires I : Vierge folle – L'Époux infernal）这部分的叙述最为线性易懂，讲述了童贞女（多数评论家认为指魏尔伦）的故事，她被他的“下地狱的丈夫”（兰波）所奴役，他用虚假的承诺引诱了她的爱。
- 《谵妄II：言语炼金术》（Délires II : Alchimie du verbe）叙述者逐步深入地解释自己对诗歌创作的错误希望和破碎梦想。首先是摆脱当时诗的俗套，创造不受约束的世界；继而发现了母音的色彩；之后提到他的《通灵者书信》，最终他不再求注意疯狂和神秘主义，整个努力都失败了。[6]
- 《不可能》（L'impossible）–叙述者理解到东方是真正的家园所在，但逃避西方生活的要求和诱惑却非难事。
- 《闪光》（L'éclair）劳动给生活带来意义，但劳动过于艰苦沉重，进展缓慢，叙述者决定逃避到梦幻中去，怀念童年的神秘主义，于是一切宣告失败，通向幸福的道路并不存在。其语气是听天由命和宿命论的。
- 《清晨》（Matin）叙述者声称“完成了我对我的地狱的描述”，“甚至不能再说话”，他面临着光明的前景，但仅仅是前景，现实中没有变化[7]:pp.22-23。
- 《告别》（Adieu）本节暗指季节的变化，从秋天到春天。 通过地狱之旅，叙述者似乎变得更加自信和坚强，声称他“现在能够在一个身体和一个灵魂中拥有真理”。

最终，《地狱一季》中的失败并非是绝望，并非是把自己关在地狱，而是迎接黎明，拥抱真理。

## 出版与反响
兰波编定《地狱一季》后，将其交由布鲁塞尔一家印刷厂印刷五百本。10月前往布鲁塞尔拿到六本样书，还曾寄给魏尔伦一册。但兰波并未付清全部印刷费用，书也就此滞留在仓库中。然而，由于他和魏尔伦的事件，这本诗集受到了消极的批评，兰波自己也被巴黎文艺圈所摒弃。愤怒的兰波烧毁了自己的手稿，所以现在只能看到几页布满了删改痕迹的草稿:pp.6-7。之后兰波完成了更为晦涩难懂，评论家众说纷纭的《彩画集》（或称《天启集》）。直到1901年，比利时藏书家莱昂·洛索才在印刷厂发现这批《地狱一季》，于1914年他公布了自己的发现:pp.1-3。

## 翻译与解释
在瑞士一次长时间疗养中，泽尔达·菲茨杰拉德通过自学的法语翻译了《地狱一季》。亨利·米勒在1960年代,在将兰波引入美国的过程中发挥了重要作用。他出版了这本书的英文译本，并写了一篇有关兰波和地狱一季的论文《刺客的时代》，译本由詹姆斯·劳克林的New Directions出版，该出版社也是兰波的《照明》(Illuminations) 的第一家美国出版商。
1966年华莱士·福利翻译了《兰波作品全集与书信选》华莱士·福利在1966年芝加哥大学出版的译本的简介中写道，这部“复杂”和“麻烦”文本最终指出：“诗歌是种能改变和更新生活的方法，是生命过程中一个可能的阶段。在人的命运范围内，诗人的语言能够表达他的存在，尽管无法创造它。”
伯纳德·马修将《地狱一季》描述为“一首非常神秘的诗”，以及“诗人与他的‘另一个自我’之间的近乎歇斯底里的精彩争吵。”: p.1这种超现实主义的叙述有两种声音在起作用：“代表具有精神分裂症人格的兰波的两个独立部分——作为先知/诗人的‘我’和作为极其顽固的寡妇的‘我’，一个农民的儿子。一个声音疯狂地爱上了光明和童年的奇迹，另一个声音则认为所有这些文学恶作剧相当可恶和“愚蠢”。:pp.1-2。他认为：“《地狱一季》的问题在于它只指向一个方向：它的去向就是它的来源。它最主要的令人沮丧的根源，就像每一首重要的诗一样，是意识到我们中的任何人都无法摆脱‘现实’强加给我们的既定限制。”:p. 2。
《地狱一季》有王道乾、王以培、葛雷和梁栋等多个中文译本。

## 外在链接

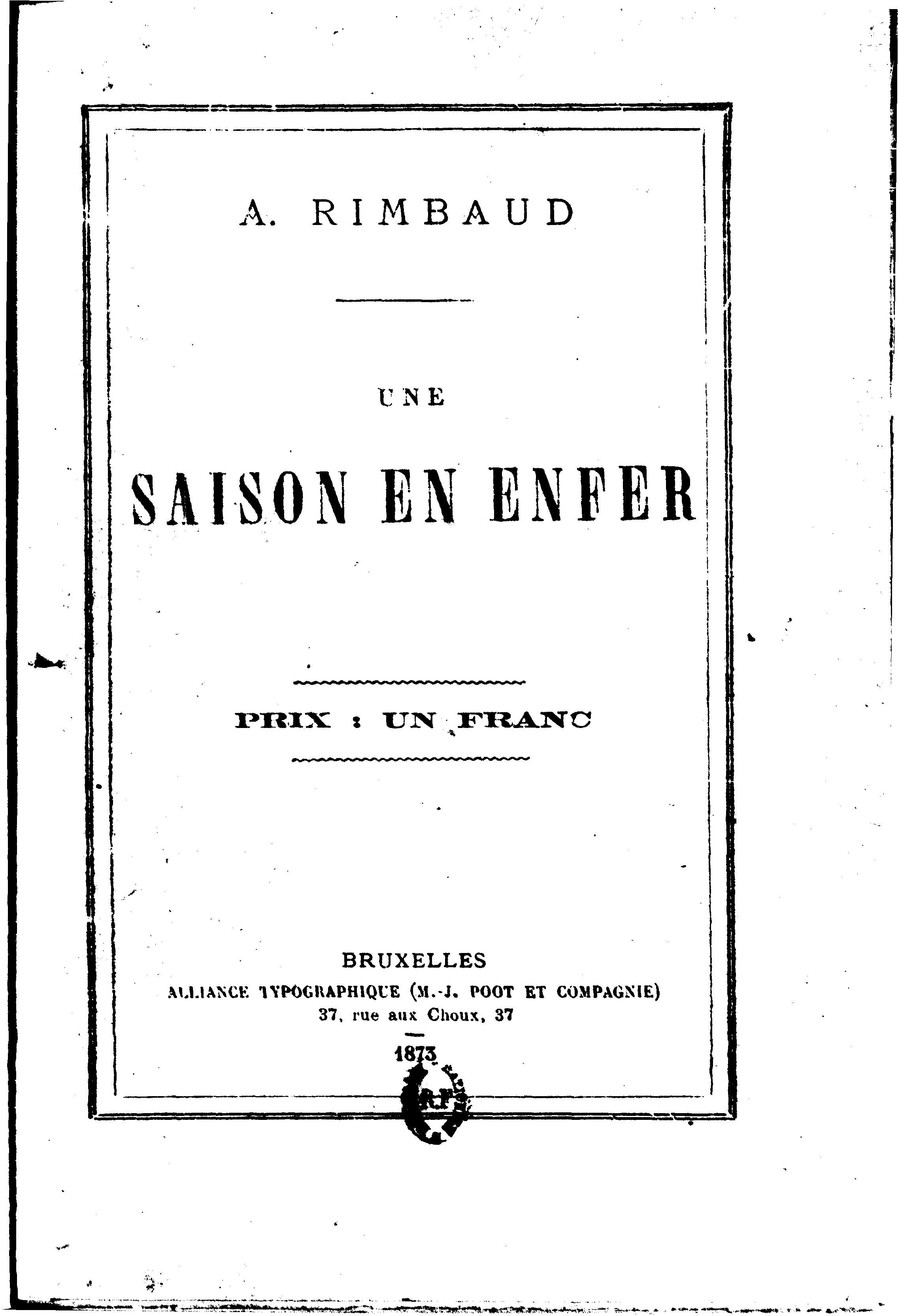
地狱一季封面

- Une Saison en enfer at abardel.free.fr （页面存档备份，存于） （法語）
- Drafts of Une Saison at abardel.free.fr （法語）
- English translation （页面存档备份，存于）